# شهرستان عسلویه
شهرستان عسلویه، یکی از شهرستان‌های استان بوشهر ایران است. مرکز این شهرستان، شهر بندر عسلویه است.
این شهرستان در تاریخ ۲۹ آذر ۱۳۹۱ از شهرستان کنگان جدا شد و مستقل گردید.

## موقعیت جغرافیایی
شهرستان عسلویه از شمال با شهرستان مهر استان فارس، از شرق با شهرستان پارسیان استان هرمزگان، از غرب با شهرستان کنگان و از جنوب با خلیج فارس همسایه است.

## تقسیمات کشوری
شهرستان عسلویه دارای ۲ بخش،۴ دهستان و ۴ شهر به شرح زیر است:

### شهرستان عسلویه
| بخش      | مرکز بخش    | جمعیت بخش ۱۳۹۵ | نام دهستان | مرکز دهستان | جمعیت دهستان ۱۳۹۵ | شهر                        | جمعیت شهر ۱۳۹۵                  |
| -------- | ----------- | -------------- | ---------- | ----------- | ----------------- | -------------------------- | ------------------------------- |
| مرکزی    | بندر عسلویه | ۵۶٬۲۵۵ نفر     | اخند       | اخند        | ۱۰٬۳۸۵ نفر        | نخل تقی بندر عسلویه بیدخون | ۱۸٬۸۳۷ نفر ۱۳٬۵۵۷ نفر ۸٬۸۸۶ نفر |
| مرکزی    | بندر عسلویه | ۵۶٬۲۵۵ نفر     | عسلویه     | بندر عسلویه | ۴٬۵۹۰ نفر         | نخل تقی بندر عسلویه بیدخون | ۱۸٬۸۳۷ نفر ۱۳٬۵۵۷ نفر ۸٬۸۸۶ نفر |
| چاه‌مبارک | چاه‌مبارک    | ۱۷٬۷۰۳ نفر     | چاه‌مبارک   | چاه‌مبارک    | ۷٬۱۱۰ نفر         | چاه‌مبارک                   | ۴٬۹۶۸ نفر                       |
| چاه‌مبارک | چاه‌مبارک    | ۱۷٬۷۰۳ نفر     | نایبند     | زبار        | ۵٬۶۲۵ نفر         | چاه‌مبارک                   | ۴٬۹۶۸ نفر                       |

## جمعیت
بر پایه سرشماری عمومی نفوس و مسکن در سال ۱۳۹۵، جمعیت شهرستان عسلویه برابر با ۷۳٬۹۵۸ نفر بوده‌است.

## مردم
بومیان شهرستان عسلویه از مردم عرب هستند و  به زبان عربی خلیجی تکلم میکنند. این مردم مسلمان و پیرو مذهب اهل سنت هستند. 

## بناهای تاریخی
- آسیاب‌های آبی بیدخون
- قلعه خان بیدخون
- آب‌انبار بندو
- تپه کوتی
- قلعه شیخ کنعانی
- آسیاب‌آبی بندو ۱
- آسیاب‌آبی بندو ۲
- سد بندو

## آلودگی حاصل از تأسیسات پارس جنوبی
به جرأت می‌توان منطقه پارس جنوبی را به عنوان آلوده‌ترین منطقه صنعتی دنیا برشمرد. آلودگی ناشی از تأسیسات صنعتی به بهره‌برداری رسیده که از نظر میزان آلایندگی در دنیا بی‌نظیر می‌باشند، در سه بعد آلایندگی هوا، آب و خاک سبب تخریب گسترده محیط زیست و پوشش گیاهی و جانوری شده‌است. استمرار این وضعیت همچنین سبب شیوع بیماری‌های ناشناخته و مادرزادی در میان نوزادان و ساکنین منطقه شده‌است. این میزان آلایندگی با بی‌توجهی دولت‌مردان و کارگزاران نظام پس از تأسیس منطقه ویژه اقتصادی انرژی پارس همراه بوده‌است. علاوه بر شهرستان عسلویه شهرستان کنگان، شهرستان جم و شهرستان دیر و سایر مناطق پیرامونی در استان بوشهر و جنوب هم از این آلودگی‌ها شدیداً متأثر شده‌اند.

## قابلیت‌های اقتصادی
امروزه شهرستان عسلویه محل اجرای پروژه‌های سایت ۱ منطقه ویژه اقتصادی انرژی پارس (شامل مجتمع‌های پالایشگاهی و پتروشیمی) است و سایت ۲ منطقه ویژه اقتصادی انرژی پارس در شهرستان کنگان قرار دارد. (۶۰ درصد تأسیسات منطقه ویژه اقتصادی پارس در حوزه شهرستان کنگان قرار دارد).